# Ernie Winchester
Ernest ("Ernie") Winchester (Aberdeen, 18 mei 1944 – 8 mei 2013) was een Schots voetballer die als aanvaller speelde. Winchester speelde voor Aberdeen, Chicago Spurs, Kansas City Spurs, Heart of Midlothian en Arbroath. 